# Ann Bishop
Ann Bishop (ur. 19 grudnia 1899, zm. 7 maja 1990) – brytyjska biolog związaną z Girton College na Uniwersytecie w Cambridge, a także jedna z nielicznych kobiet, które uzyskały członkostwo w Royal Society.
Urodziła się w Manchesterze, lecz jej kariera naukowa związana była z Cambridge. Specjalizowała się w protozoologii i parazytologii. Jej wczesne prace nad pasożytniczymi orzęskami, włączając w to gatunek odpowiedzialny za histomonozę u indyków, położyły podstawy pod jej późniejsze badania. W trakcie doktoratu zajmowała się pasożytniczymi amebami i sprawdzała możliwość użycia chemioterapii w leczeniu chorób spowodowanych przez ameby, takich jak pełzakowica.
Jej najlepiej znaną pracą było kompletnie studium na temat zarodźca malarii i badania nad różnymi formami chemioterapii przeciw malarii. Później zajmowała się lekoopornością u pasożytów, co okazało się przydatne dla brytyjskiej armii podczas II wojny światowej. W tym samym czasie odkryła u pasożytów potencjalną odporność krzyżową. Odkryła także pierwotniaka Pseudotrichomonas keilini i prowadziła badania nad komarem egipskim, wektorem malarii. W 1959 została przyjęta do Royal Society. Była założycielką British Society for Parasitology i służyła w Malaria Committee w Światowej Organizacji Zdrowia.

## Życiorys
Bishop urodziła się w Manchesterze 19 grudnia 1899. Jej ojciec, James Kimberly Bishop, był wytwórcą mebli i odziedziczył po ojcu fabrykę bawełny. Jej matka, Ellen Bishop (z d. Ginger), pochodziła z pobliskiego Bedfordshire. Bishop miała jednego brata, młodszego o 13 lat. We wczesnym wieku zamierzała przejąć rodzinny interes, lecz jej zainteresowania szybko zwróciły się w stronę nauki po tym, gdy ojciec zachęcił ją do podjęcia studiów uniwersyteckich. Bishop od młodego wieku doceniała muzykę i regularnie uczęszczała na występy w Halle Orchestra w Manchesterze. Jako naukowiec była introwertyczna i skrupulatna, preferowała pracę samodzielną lub z innymi naukowcami, których standardy pracy uważała za wysokie. Przez większość swojego życia była związana z Girton College. The „Guardian” w jej nekrologu określił ja jako „Girtoniankę nad Girtonianami” (Girtonian of Girtonians). Była też zapaloną kucharką, znaną ze swojej irytacji nad brakiem naukowych miar w przepisach kulinarnych .
Bishop była rozpoznawalna w college'u dzięki swoim wyróżniającym się kapeluszom, które wkładała do śniadania każdego dnia przed liczącym 5,6 km spacerem do Molteno Institute. Miała zdolności do robótek ręcznych i doceniała tę sztukę, chociaż nie lubiła sztuki współczesnej. W czasie wolnym spacerowała i podróżowała, głównie w Lake District, lecz rzadko opuszczała Wielką Brytanię. Na początku każdego roku spędzała czas w Londynie, chodząc do opery, na balet i odwiedzając galerie. Pod koniec życia, gdy jej mobilność ograniczał artretyzm, rozwinęła fascynację historią biologii i medycyny, jednak nigdy nie opublikowała nic z tej dziedziny. W wieku 90 lat umarła na zapalenie płuc po krótkiej chorobie. Uroczystość ku jej pamięci odbyła się w kaplicy kolegialnej z udziałem licznego grona jej znajomych.

## Edukacja

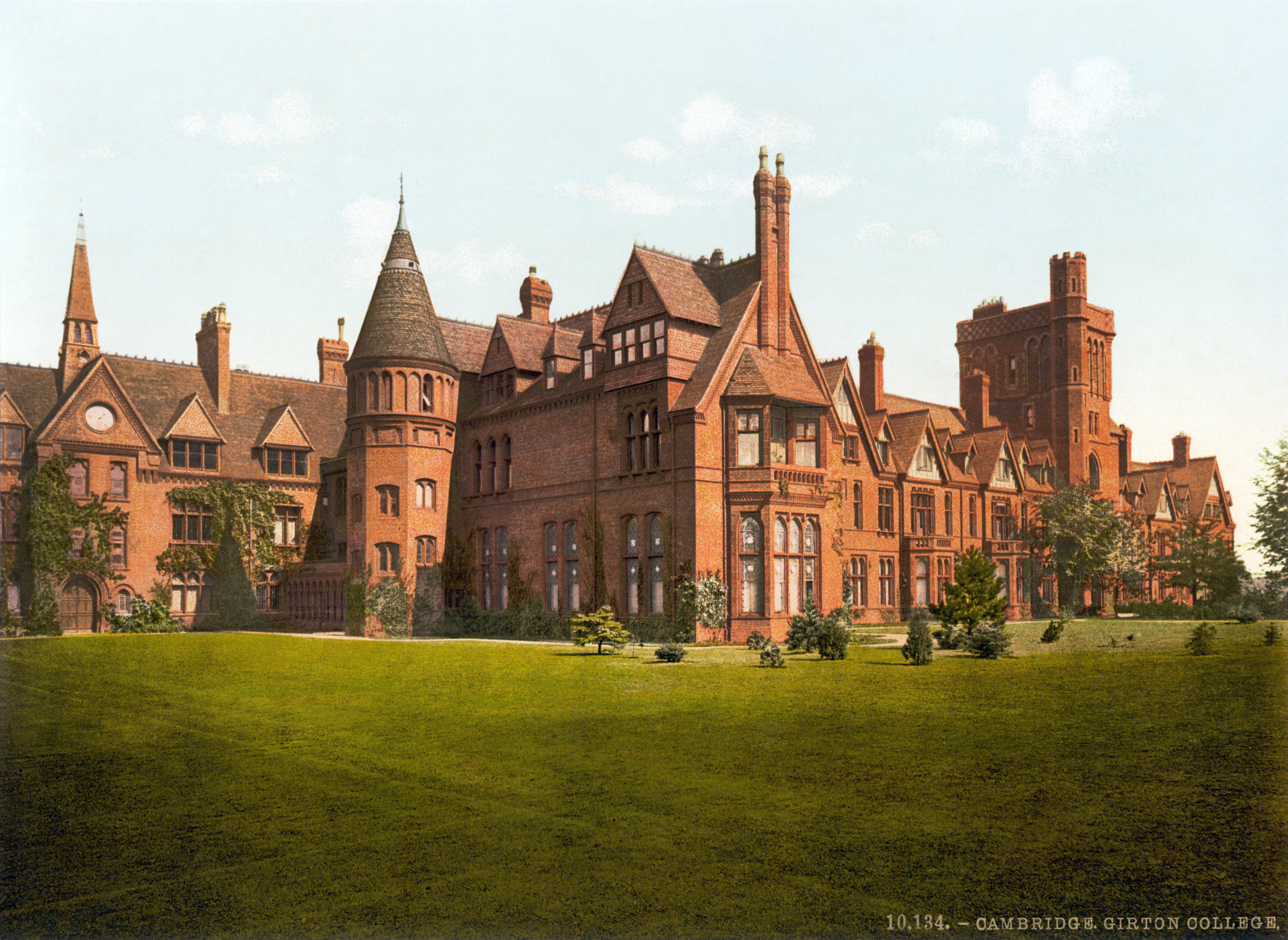
Girton College, alma mater Bishop, ok. 30 lat, zanim zaczęła tam naukę

Ann Bishop do siódmego roku życia była nauczana w domu, a później do dziewiątego roku w prywatnej szkoły podstawowej. W 1909 roku rozpoczęła naukę w postępowej Fielden School w rodzinnym Manchesterze. Spędziła tam 3 lata. Średnie wykształcenie zdobyła w Manchester High School for Girls. Zamierzała studiować chemię, lecz brak wykształcenia z fizyki oznaczał, że nie mogła podjąć nauki na tym kierunku w Honours School of Chemistry. Zamiast tego wstąpiła w październiku 1918 na Manchester University, by tam studiować botanikę, chemię i zoologię. Kurs zoologii na pierwszym roku obudził w niej trwające do końca życia zainteresowanie i poświęcenie w tej dziedzinie. Ukończyła z wyróżnieniem School of Zoology, otrzymując w 1921 tytuł licencjata. Rok później otrzymała tytuł magistra. Podczas studiów badała pozyskane z lokalnych stawów orzęski pod przewodnictwem helmintologa R. A. Wardle'a i protozoologa Geoffreya Lapage'a.
Dwa lata po studiach, po przyznaniu przez uczelnię John Dalton Natural History Prize, rozpoczęła pracę dla innego protozoologa, Sydneya J. Hicksona, członka Towarzystwa Królewskiego. W 1932 uzyskała tytuł D.Sc. na Manchester University za pracę nad pasożytem wywołującym histomonozę. W 1941 została mianowana Sc.D. przez University of Cambridge, aczkolwiek był to tylko tytuł – w tamtym czasie kobiety nie uzyskiwały na tej uczelni pełnego stopnia.

## Kariera naukowa

### Wczesne prace

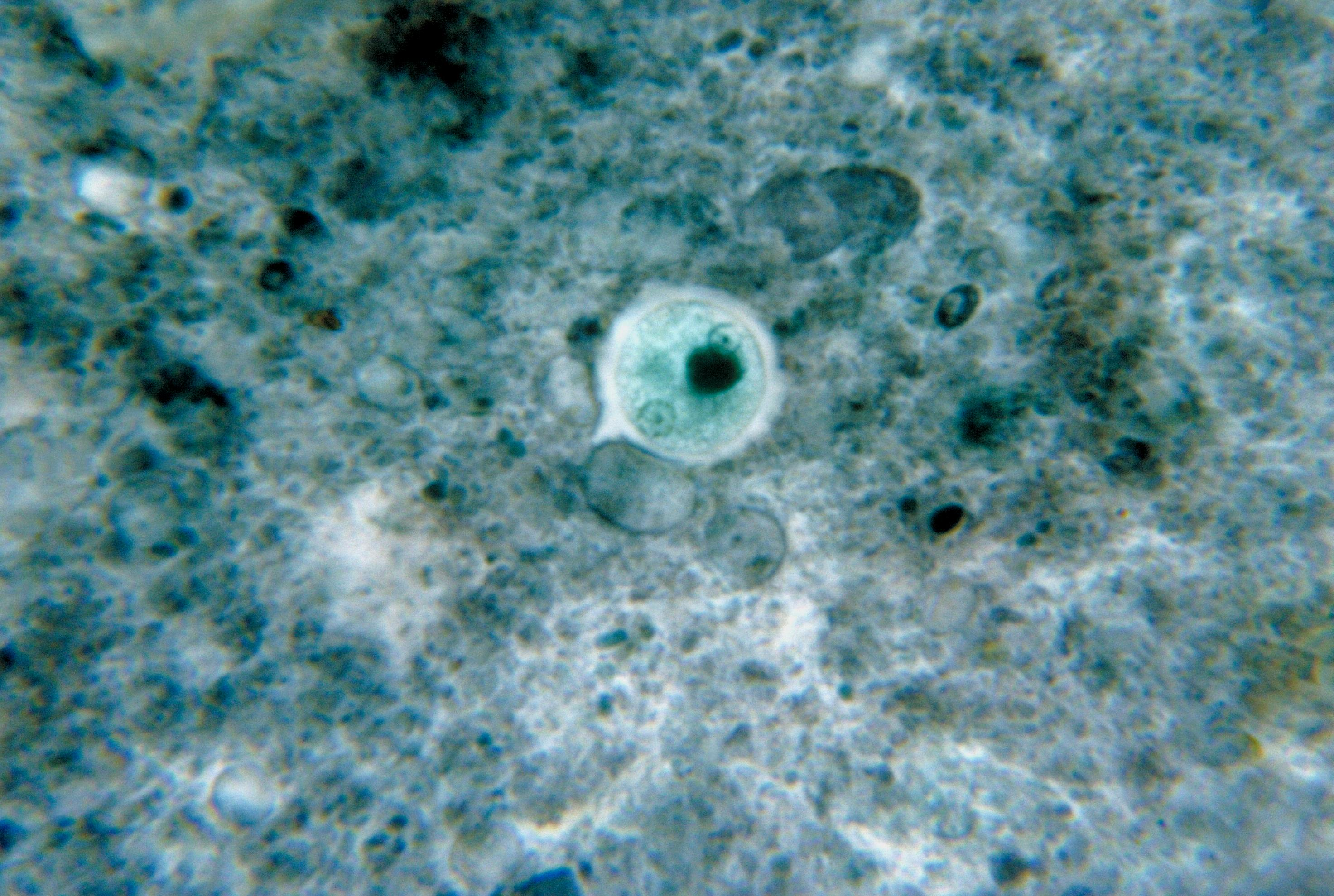
Cysta pełzaka czerwonki, obiektu wczesnych badań Bishop

Praca Bishop z Hicksonem podczas studiów była jej pierwszym poważnym wysiłkiem naukowym, skupionym na rozmnażaniu Spirostomum ambiguum, dużego orzęska. W 1923, podczas pracy na Manchester University, została mianowana honorowym pracownikiem naukowym. W 1924 rozpoczęła pracę dydaktyczną w niepełnym wymiarze w Departamencie Zoologii w Cambridge, jako jedna z dwóch kobiet, przy czym obie bywały marginalizowane, np. nie dopuszczano jej do popołudniowej herbaty przy jednym stole z mężczyznami z departamentu. Zamiast tego siadała osobno przy zestawie do pierwszej pomocy . Na tej uczelni kontynuowała swoje prace nad Spirostomum jako jedyna protozoolog na wydziale.
Opuściła swoje stanowisko w 1926, aby pracować dla Clifforda Dobella w National Institute for Medical Research, gdzie spędziła trzy lata. Pod nadzorem Dobella badała pasożytnicze ameby znajdowane w ludzkim przewodzie pokarmowym, skupiając się na pełzaku czerwonki. Dobell, Bishop i Patrick Laidlaw badali działanie środków niszczących ameby, takich jak emetycyna, pod kątem wykorzystania w terapii chorób wywoływanych przez ameby. Podczas swojej późniejszej kariery nazwała rodzaj ameb Dobellina na cześć swojego mentora.

### Molteno Institute
Większość swojej kariery naukowej Bisho spędziła w Cambridge w Molteno Institute for Parasite Biology, dokąd powróciła w 1929. Prace, które tam prowadziła, były kontynuacją badań z Dobellem. Badała podział jądra u pasożytniczych wiciowców i ameb występujących u różnych gatunków, kręgowców jak i bezkręgowców. Z przewodu pokarmowego pijawki końskiej wyodrębniła jeden z typów pierwotniaków – anaeroby tolerujące powietrze. Odkryła także nowy gatunek, Pseudotrichomonas keilini, który nazwała na cześć swojego współpracownika Davida Keilina, a także przez wzgląd na podobieństwo do rodzaju Trichomonas. Jej praca naukowa w Manchesterze z H. P. Baynonem koncentrowały się na identyfikacji, wydzieleniu i zbadaniu pasożyta Histomonas meleagridis wywołującego histomonozę. Te badania były pionierskie, jeśli chodzi o technikę izolacji i hodowli pasożytów ze zmian patologicznych w wątrobie. Bishop i Baynon byli pierwszymi naukowcami, którzy wyizolowali Histomonas i udowodnili jego rolę w histomonozie . Ekspertyza Bishop na temat pasożytniczych pierwotniaków przełożyła się na jej najlepiej znaną pracę, kompleksowe opracowanie o zarodźcu malarii i potencjalnych formach chemioterapii przeciw malarii.

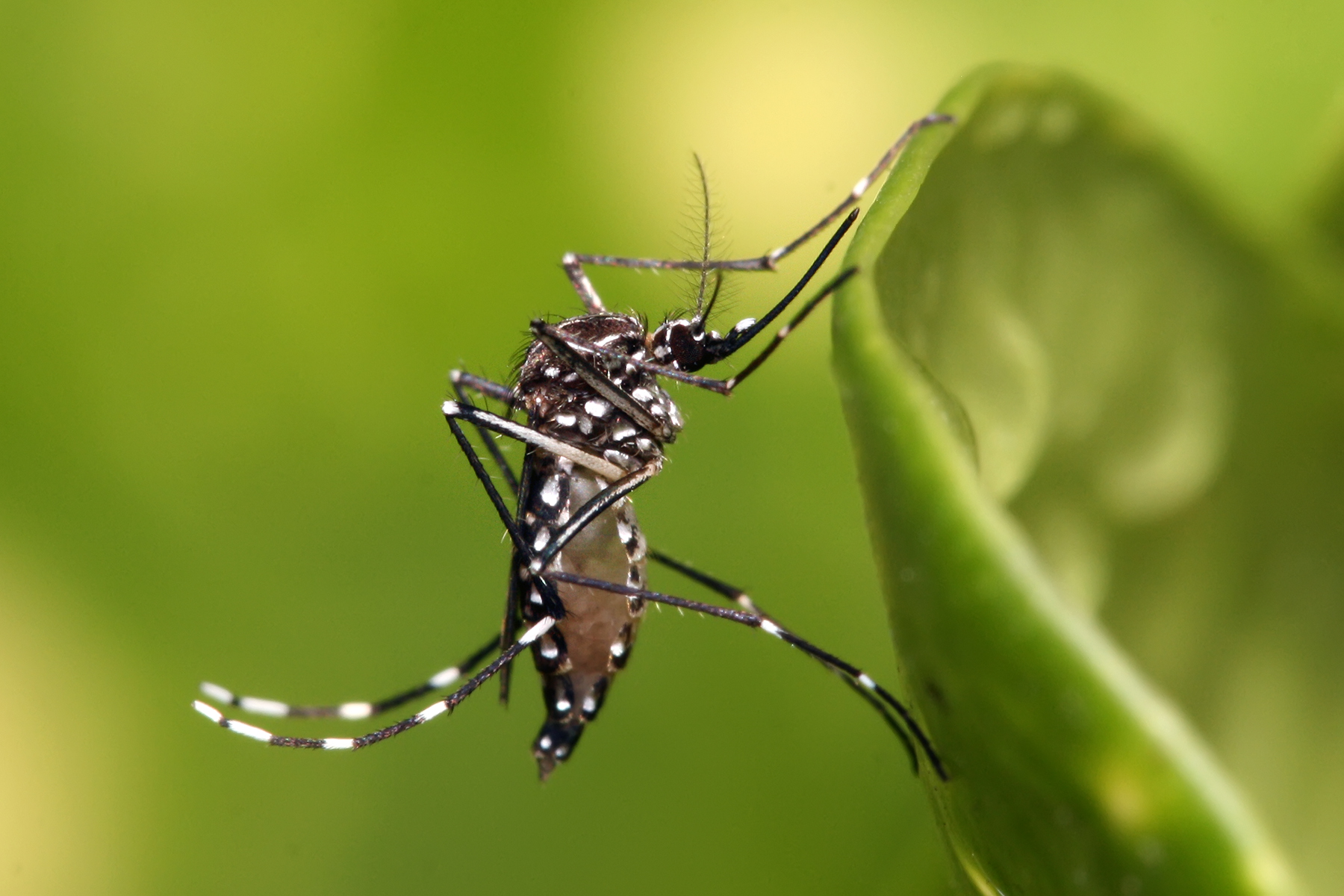
Komar egipski, wektor malarii

Pomiędzy 1937 a 1938 Bishop badała efekty różnych czynników, takich jak składniki krwi i różne temperatury, na zachowania żywieniowe komara egipskiego, wektora Plasmodium gallinaceum, powodującego malarię u drobiu. Analizowała też różne czynniki wpływające na rozmnażanie Plasmodium. Ta praca stała się podstawą dla późniejszych badań nad szczepionką na malarię. Impuls do jej dalszych badań dał wybuch drugiej wojny światowej. Podczas wojny zajmowała się szukaniem alternatywnych chemioterapii przeciw malarii. Jej prace wspierały armię brytyjską, ponieważ najpowszechniejszy środek antymalaryczny, chinina, był trudny do uzyskania. W latach 1947–1964 przewodziła Chemotherapy Research Institute, powiązanemu z Medical Research Council .
Zakres prac Bishop poszerzył się o lekooporność u pasożytów jak i organizmów żywicieli. Dzięki badaniom na ten temat została przyjęta do Royal Society. Jedna ze znaczących prac z tego okresu było studium dotyczące tego, że same pasożyty nie rozwinęły odporności na chininę, lecz organizm żywiciela mógł rozwinąć odporność na prokwanil. Wyniki jej badań in vitro potwierdziły się, gdy badane leki użyto w leczeniu pacjentów cierpiących na czwartaczkę (formę malarii, w której napady gorączki następują co 3 dni). Badała również leki pamachinę i mepakrynę, a także prokwanil, z tym że prokwanil jako jedyny powodował wytworzenie się lekooporności. Inne badania dowiodły, że pasożyty wywołujące malarię mogą rozwijać oporność krzyżową na inne leki antymalaryczne . Bishop pracowała w Molteno do 1967. Wyniki jej badań i protokoły eksperymentalne były później używane w badaniach nad gryzoniami i ludźmi, jednak z wprowadzonymi zmianami .

### Wyróżnienia i dziedzictwo
Bishop podczas swojej kariery uzyskała kilka tytułów honorowych i członkostw. W 1932 został jej nadany tytuł Yallow Fellow w Girton College, nosiła go do śmierci. Była także Belt Fellow w latach 1929–1932. Medical Research Council w 1937 przyznał jej grant, który dał początek badaniom nad Plasmodium. W 1945 i 1967 była zaangażowana w organizacji Girton College's Working Women's Summer School, letnich kursów mających na celu umożliwienie rozwoju intelektualnego kobietom, które zakończyły formalną edukację w wieku 14 lat . W 1959 została wybrana członkiem Royal Society. Przez pewien czas była członkinią Malaria Committee w Światowej Organizacji Zdrowia .
Brytyjskie Stowarzyszenie Parazytologiczne zostało założone w latach 50. XX wieku, w dużej mierze dzięki staraniom Bishop. Aby założyć stowarzyszenie, na start dostała jedynie pięć funtów i sekretarkę. By zebrać fundusze, zbierała datki na spotkaniach stowarzyszenia . Było ono początkowo podgrupą Instytutu Biologii w Cambridge, lecz w 1960 stało się niezależną organizacją, kierowaną przez Bishop. W latach 1960–1962 była prezesem grupy (trzecim historycznie), zwanej Institute of Biology Parasitology Group . Później w tej samej dekadzie Departament Biologii poprosił ją o objęcie jego przewodnictwa, lecz odmówiła z powodu publicznego charakteru tego stanowiska. Przez 20 lat była redaktorką czasopisma naukowego Parasitology . Jej długotrwałe związki z Girton College zostały upamiętnione na tablicy, zawierającej cytat z Wergiliusza: Felix, qui potuit rerum cognoscere causas („Szczęśliwy zaiste ten, który zdołał przyczyny wszechrzeczy poznać”). W 1992 British Society for Parasitology ufundowało grant nazwany Ann Bishop Travelling Award, by wesprzeć młodych parazytologów w podróżowaniu do miejsc, gdzie badane przez nich pasożyty występują endemicznie.

## Wybrane prace
- Ann Bishop. Some observations upon Spirostomum ambiguum (Ehrenberg). „Quarterly Journal of the Microscopical Society”. 67, s. 391–434, 1923. (ang.).
- Ann Bishop. The cytoplasmic structures of Spirostomum ambiguum (Ehrenberg). „Quarterly Journal of the Microscopical Society”. 71, s. 147–172, 1927. (ang.).
- P. P. Laidlaw, Clifford Dobell, Ann Bishop. Further experiments on the action of emetine in cultures of Entamoeba histolytica. „Parasitology”. 20 (2), s. 207–220, 1928. DOI: 10.1017/S0031182000011604. (ang.).
- Ann Bishop, Clifford Dobell. Researches on the intestinal protozoa of monkeys and man. III: The action of emetine on natural amoebic infections in Macaques. „Parasitology”. 21 (4), s. 446–468, 1929. DOI: 10.1017/S0031182000029334. (ang.).
- Ann Bishop. Experiments on the action of emetine in cultures of Entamoeba coli. „Parasitology”. 21 (4), s. 481–486, 1929. DOI: 10.1017/S003118200002936X. (ang.).
- Ann Bishop. The morphology and division of Trichomonas. „Parasitology”. 23 (2), s. 129–156, 1931. DOI: 10.1017/S0031182000013524. (ang.).
- Ann Bishop. Histomonas meleagridis in domestic fowls (Gallus gallus). Cultivation and experimental infection. „Parasitology”. 30 (2), s. 181–194, 1938. DOI: 10.1017/S0031182000025749. (ang.).
- Ann Bishop. Chemotherapy and avian malaria. „Parasitology”. 34 (1), s. 1–54, 1942. DOI: 10.1017/S0031182000015985. (ang.).
- Ann Bishop, Barbara M. Gilchrist. Experiments upon the feeding of Aëdes aegypti through animal membranes with a view to applying this method to the chemotherapy of malaria. „Parasitology”. 37 (1–2), s. 85, 1946. DOI: 10.1017/S0031182000013202. (ang.).
- Ann Bishop, Betty Birkett. Acquired resistance to paludrine in Plasmodium gallinaceum. „Nature”. 159 (4052), s. 884–885, 1947. DOI: 10.1038/159884a0. Bibcode: 1947Natur.159..884B. (ang.).
- Ann Bishop, Betty Birkett. Drug-resistance in Plasmodium gallinaceum, and the persistence of paludrine-resistance after mosquito transmission. „Parasitology”. 39 (1–2), s. 125–137, 1948. DOI: 10.1017/S0031182000083657. PMID: 18876887. (ang.).
- Ann Bishop, Elspeth W. McConnachie. Resistance to sulphadiazine and 'paludrine' in the malaria parasite of the fowl (p. Gallinaceum). „Nature”. 162 (4118), s. 541–543, 1948. DOI: 10.1038/162541a0. PMID: 18884622. Bibcode: 1948Natur.162..541B. (ang.).
- Ann Bishop, Elspeth W. McConnachie. Sulphadiazine-resistance in Plasmodium gallinaceum and its relation to other antimalarial compounds. „Parasitology”. 40 (1–2), s. 163–174, 1950. DOI: 10.1017/S0031182000017996. PMID: 15401181. (ang.).
- Ann Bishop. Problems concerned with gametogenesis in Haemosporidiidea, with particular reference to the genus Plasmodium. „Parasitology”. 45 (1–2), s. 163–185, 1955. DOI: 10.1017/S0031182000027542. PMID: 14370842. (ang.).
- Ann Bishop, Elspeth W. McConnachie. A study of the factors affecting the emergence of the gametocytes of Plasmodium gallinaceum from the erythrocytes and the exflagellation of the male gametocytes. „Parasitology”. 46 (1–2), s. 192–215, 1956. DOI: 10.1017/S0031182000026433. PMID: 13322465. (ang.).
- Ann Bishop. Drug resistance in protozoa. „Biological Reviews”. 34 (4), s. 334–500, 1959. DOI: 10.1111/j.1469-185X.1959.tb01317.x. (ang.).